# 州立小学
3°08′32″N 101°42′12″E / 3.1421°N 101.7032°E
州立国民型华文小学（简称SJK (C) Jalan Davidson）是马来西亚吉隆坡市中心汉惹拔路的一所国民型华文小学，于1928年成立。

## 历史
州立华文小学于1928年创立，原位于吉隆坡谐街的广肇会馆对面，由甲必丹叶观盛开设，并由广东籍的徐绍荪担任校政。1926年，马来联邦华校陈君葆建议将唐文义学（州立华小前身）扩建并更名雪兰莪州立小学，在雪兰莪州议会议员的以及华教人士的支持下于德威伸路建立新校舍，是雪兰莪唯一的公立华文小学。州立华小在1928年春天落成，由陆重山担任校长以及六名教师任教，初期就读之200位学生皆不需要缴纳学费。1942年日佔马来亚时期学校成一度停办，后获善心人士捐助修复校舍，并转由雪兰莪州教育局管辖和由丁品松担任校长，纳入英文科并使用中文为媒介语，学生约有500人，并在1949年开设师训班栽培师资。1958年吉隆坡脱离雪兰莪教育局控制，使学校遂易名为现名，并设立董事部，萧启怀为该校第一任董事长，约有千名学生。1961年该校获教育局拨款增建教室，1973年成立家长与教师协会成立，由林隆升先生担任主席。1976年成立校友会由陈国良校友担任该会主席，并在1978年达到1800余名学生，使超额新生须调派至临近学校就读，1982年一座含图书馆、食堂等的三层新校舍落成，1987年后座食堂启用。
1989年，学校三机构于当年9月10日在蒂蒂旺沙公园举行义跑筹募新礼堂基金，并在1991年8月20日在国家体育馆举办十大歌星义演晚会，由马来西亚时任交通部长林良实主持剪彩仪式。1994年7月24日，新礼堂工程由马来西亚时任房屋与地方政府部长陈祖排和杨忠礼主持奠基仪式，并以杨忠礼为新礼堂命名。1995年9月5日，州立华小于马华公会大厦举办第二次义演，由林良实和杨忠礼剪彩，筹获152万令吉，并在隔年4月29日由杨忠礼为礼堂主持盖顶仪式。1997年1月衔接礼堂的十间教室投入使用，同年9月20日举办第三次义演筹募获242万令吉，与此同时礼堂建筑工程也完工，并在之后将校内课室冷气化。
1998年7月47日，丹斯里拿督斯里杨忠礼博士大礼堂暨新校舍正式落成。2001年，州立华小图书馆全面电脑化。2003年10月26日该校再次举办第四次义演，以为新校舍筹款，筹获602万令吉。2005年新教学大楼启用，并名为“潘斯里拿汀斯里扬陈开蓉综合教学大楼”。2007年，学校器材开始进行数码化并设立多媒体课室。2011年4月22日，州立华小获马来西亚教育部颁布为卓越模范学校 （Sekolah Kluster Kecemerlangan），是吉隆坡首间获颁此奖项的华文小学。2011年，该校获教育部评为“五星”荣誉，并获得遴选报读学生的特权。在这期间州立华小的学生也在各类校外活动出类拔萃，其中计有世界奥林匹克机器人大赛小学公开组金奖等。